# 충주여자중학교
충주여자중학교(忠州女子中學校)는 대한민국 충청북도 충주시 교현동에 있는 공립 중학교이다.

## 학교 연혁
- 1942년 3월 31일 : 충주 공립 고등여학교 4년제 인가
- 1942년 4월 26일 : 충주 공립 고등여학교 개교
- 1945년 9월 1일 : 충주 공립 여자중학교로 변경
- 1946년 8월 31일 : 제1회 4년제 40명 졸업
- 1951년 9월 1일 : 교육법 개정으로 중·고교로 분리
- 1974년 12월 26일 : 학급증설 인가(8학급씩 24학급)
- 1985년 1월 9일 :  특수 학급 인가
- 2011년 9월 21일 : 다목적실 『목련관』 신축 개관
- 2014년 11월 20일 : 목련 새움터 신축 개관
- 2022년 9월 1일 : 제35대 천월봉 교장 부임
- 2024년 1월 5일 : 제75회 7학급 167명 졸업(졸업생 누계 25,441명)
- 2024년 3월 4일 : 2024학년도 신입생 6학급 156명 입학

## 참고 자료
- 충주여자중학교 - 한국교육학술정보원 학교알리미